# Questprobe Featuring Spider-Man
Questprobe Featuring Spider-Man, anche chiamato Questprobe 2: Spiderman a video e intitolato Spider-Man in edizioni successive, è un videogioco di avventura testuale pubblicato nel 1984 per numerosi home computer, ideato da Scott Adams e basato sul personaggio dei fumetti Uomo Ragno. È il secondo titolo della serie Questprobe, dopo Questprobe Featuring The Hulk.

## Trama
Il giocatore impersona l'Uomo Ragno che, come avviene a Hulk nel precedente capitolo, viene sottoposto a un test dal misterioso Chief Examiner (esaminatore capo). Avventurandosi all'interno di un grattacielo, il suo compito è recuperare una serie di gemme.
Durante l'avventura riceve l'aiuto di Madame Web e incontra come avversari Electro, Uomo Sabbia, Mysterio (Quentin Beck), Ringmaster, Dottor Octopus, Lizard e Hydro-Man.
In alcune delle edizioni il manuale contiene anche un fumetto che introduce alla storia del gioco.

## Modalità di gioco
Il gioco è una tipica avventura testuale in inglese, controllata con un sistema di comandi arricchito rispetto al precedente Hulk. Sono supportate anche frasi complesse, concatenazioni di più comandi e abbreviazioni di una lettera. 
Sulla maggior parte delle piattaforme sono presenti illustrazioni grafiche della scena corrente nella parte alta dello schermo, ma su quelle meno potenti tra cui Commodore 16 ed Electron le descrizioni sono puramente testuali. Nel caso del Commodore 64 esistono due versioni, europea e statunitense, con aspetto grafico diverso.